# Christian Luyindama
Christian Luyindama Nekadio (* 8. Januar 1994 in Kinshasa) ist ein kongolesischer Fußballspieler.

## Karriere

### Im Verein
Luyindama begann seine Profikarriere 2014. Er spielte zunächst bei drei Mannschaften im Kongo. Von der letzten, TP Mazemba, wurde er im Januar 2017 zu Standard Lüttich verliehen. Mit Beginn der Folgesaison 2017/18 wechselte er endgültig dorthin. Am 6. August 2018 gab der Verein eine Vertragsverlängerung bekannt. Für die Rückrunde der Saison 2018/19 hat der türkische Erstligist Galatasaray Istanbul Luyindama ausgeliehen. Galatasaray zahlte für das Leihgeschäft eine Summe in Höhe von 3 Millionen Euro.
Im Sommer 2019 machte Galatasaray von der vereinbarten Kaufoption für eine weitere Zahlung von 5 Millionen Euro Gebrauch. Luyindama wechselte mit einem Vierjahresvertrag endgültig nach Istanbul. Mit Galatasaray Istanbul gewann Luyindama am Ende der Saison 2018/19 die türkische Meisterschaft und den türkischen Pokal. Luyindama erzielte sein erstes Tor in der Süper Lig am 23. August 2021 gegen Hatayspor. Für den Rest der Saison 2021/22 wurde Luyindama an al-Taawoun ausgeliehen. Während der Saison 2022/23 wurde Luyindama an Antalyaspor ausgeliehen. Bei Antalyaspor kam Luyindama zu fünf Ligaeinsätzen und kehrte zu Galatasaray zurück.
Im Januar 2024 wurde der Vertrag zwischen Luyindama und Galatasaray aufgelöst.

### In der Nationalmannschaft
Nachdem er zwischen 2013 bereits dreimal in der U 20-Mannschaft des Kongos eingesetzt wurde, spielt er seit 2017 in der Kongolesischen Fußballnationalmannschaft. Unter anderem stand er bei einem Qualifikationsspiel zur Fußball-Weltmeisterschaft und allen drei Gruppenspielen beim Afrika-Cup 2019 auf dem Platz.

## Erfolge
Standard Lüttich
- Belgischer Pokalsieger: 2017/18

Galatasaray Istanbul
- Türkischer Meister: 2018/19
- Türkischer Pokalsieger: 2018/19
- Türkischer Fußball-Supercupsieger: 2019

## Auszeichnungen
Mit 69 % der abgegebenen Stimmen wurde Luyindama zum besten Spieler aus der demokratischen Republik Kongo für das Jahr 2018 gewählt.